# Jether Pereira Ramalho
Jether Pereira Ramalho (2 de dezembro de 1922 - 28 de junho de 2020 (Rio de Janeiro-RJ). Foi diretor do Departamento de Ação Social da Confederação Evangélica do Brasil e um dos fundadores do Centro Ecumênico de Documentação e Informações (CEDI) e editor da revista Tempo e Presença, durante 15 anos. Foi voz combativa durante a ditadura militar, formou gerações de cientistas sociais e atuou no trabalho de base de comunidades religiosas e movimentos sociais. Presidiu o Centro Ecumênico de Serviços à Evangelização e Educação Popular (CESEEP), apoiou a criação do Movimento ISAL (Igreja e Sociedade na América Latina), do Centro Ecumênico de Estudos Bíblicos (CEBI), da Agência Ecumênica de Notícias (AGEN) e da Koinonia – Presença Ecumênica e Serviço.

## Biografia
Natural do Estado do Rio de Janeiro, era filho de um trabalhador rural que se tornou pastor da Igreja Congregacional, em Pedra de Guaratiba e depois em Sepetiba, que pregava em comunidades pobres. Formou-se em odontologia, mas depois decidiu cursar Ciências Sociais na Faculdade Nacional de Filosofia da Universidade Federal do Rio de Janeiro (IFCS– UFRJ), e, desse modo, se tornaria professor do Instituto de Filosofia e Ciências Sociais da UFRJ.
Na década de 1940, participou da União Cristã dos Estudantes do Brasil, entidade coordenada pelo pastor presbiteriano Jorge César Mota, que procurava formar cristãos com responsabilidade sócio-política. Desse movimento também participaram ativistas e pensadores como: Adauto Araújo Dourado, Benjamin Moraes, Billy Gammon, Boanerges Cunha, Lysâneas Maciel, Waldo César e Rubem Alves.
Em 1946, presidiu o II Encontro Nacional da Juventude Evangélica, realizado no Mackenzie, em São Paulo.
Em dezembro de 1969, ajudou o pastor Domício Pereira de Mattos a levar para os Estados Unidos documentos que faziam relatos detalhados torturas contra prisioneiros políticos brasileiros. Esses documentos foram entregues ao pastor William Wipfler, da Igreja Episcopal, e líder do "National Concil of Churches" (Conselho Nacional de Igrejas), organismo ecumênico dos EUA formado por representações de diversas igrejas evangélicas.
A partir desses documentos foi elaborado um dossiê em inglês distribuído amplamente nos Estados Unidos, o que contribuiu para uma mudança de percepção da opinião pública norte-americana sobre a ditadura militar no Brasil o que, por sua vez, contribuiria para uma mudança da política externa norte-americana para o Brasil e para a América Latina.
Em 1979, foi nomeado como consultor para a Comissão para a Participação das Igrejas no Desenvolvimento, do Conselho Mundial de Igrejas (CMI), no projeto “A Igreja e os Pobres”. Nesse contexto, trabalhou sob a liderança de Julio de Santa Ana, sua principal tarefa foi assessorar movimentos ecumênicos na América Latina, principalmente na área da juventude.
Em 2009, foi publicada uma biografia de Jether, intitulada como: "Uma presença no tempo: a vida de Jether Ramalho". 
Foi casado com com Lucília Ramalho, falecida em 2017, com quem teve 4 filhos        .